# دریاچه بوتژانبک
دریاچه بوتژانبک (به فرانسوی: Lac de Butgenbach) یک دریاچه مصنوعی است که در اثر ایجاد سد رودخانه وارشه در سال ۱۹۳۲ ایجاد شده است. این دریاچه در نزدیکی روستای بوتژانبک در منطقه آردنس در کشور بلژیک قرار دارد. دریاچه چندان از مرز با آلمان فاصله ندارد. این دریاچه از نظر ورزش‌های آبی نظیر کایاک و بادسواری مورد توجه گردشگران است.